# Fernando Iwasaki Cauti
 (novembre 2024).
Pour les articles homonymes, voir Iwasaki.
Fernando Iwasaki Cauti, né le 5 juin 1961 à Lima, est un écrivain, chercheur, enseignant et historien péruvien.

## Biographie
Fils de Gonzalo Iwasaki Sanchez, colonel péruvien, et de Lila Rosa Cauti Franco, Fernando Iwasaki est le deuxième enfant d'une fratrie de sept. Il est le petit-fils d'un Japonais établi dans la campagne de Lima.
Fernando Iwasaki étudie au collège Marcelino Champagnat, appartenant à des maristes. Plus tard, il fait ses études supérieures à l'université pontificale catholique du Pérou, où il obtient son diplôme à l'issue de la soutenance d'une thèse sur les symbolismes religieux dans la métallurgie préhispanique (1983). Entre 1983 et 1984, il occupe à  ladite université la chaire d’Histoire du Pérou. En 1985, il obtient une bourse octroyée par le gouvernement espagnol, grâce à laquelle il peut se consacrer à la recherche dans les Archives générales des Indes à Séville. Il exerce aussi comme enseignant à l’université de Séville.
En 1986 il retourne au Pérou et se marie avec l’Espagnole María de los Ángeles Cordero, avec laquelle il a trois enfants. Dans son pays natal, Iwasaki se dédie principalement à l’enseignement universitaire.
En 1989, il décide de revenir en Espagne, où il suit des études de doctorat en histoire de l’Amérique à l’université de Séville. Le thème de sa thèse doctorale est le merveilleux et l’imaginaire dans la Lima coloniale.
Il réside actuellement à Séville. Il dirige la revue littéraire Renacimiento et la Fondation Cristina Heeren de Arte Flamenco. Il est chroniqueur pour le quotidien espagnol ABC et membre d’honneur de Nocte, l’Association espagnole des écrivains d'horreur.

## Caractéristiques de l’œuvre littéraire
Iwasaki, originellement historien, écrit un premier roman, ’’Libro de mal amor’’, dans lequel il parle de façon détaillée et sans tabous, mais sous forme romancée et quelque peu sarcastique, de ses nombreux et continus déboires amoureux. Il y démontre son habileté à passer d'un thème à un autre, comme si de rien n'était, avec l'histoire en fil conducteur. Le livre est un succès commercial.
Il écrit ensuite ’’Neguijón’’, critique acerbe de l'Église catholique comme institution, et en particulier de l'Inquisition et de ses pouvoirs tentaculaires déployés dans la Lima coloniale. Le livre décrit une ville dans laquelle règne l'obscurantisme, et met en scène un personnage principal : Gregorio de Utrilla, arracheur de dents sévillan obsédé par le neguijón, un ver mystérieux qui est supposé être le responsable des maladies buccales.
Iwasaki se reconnaît certaines références littéraires importantes, comme le Cubain Guillermo Cabrera Infante, ainsi que les auteurs Jorge Luis Borges et Julio Cortázar.
Fernando Iwasaki accorde dans ses écrits une place importante aux thèmes historiques, ce qui semble logique étant donné sa spécialité. Il dit cependant se sentir plus romancier qu'historien et plus écrivain que romancier dans le sens où il considère qu'un écrivain peut exercer sa créativité dans beaucoup de types de littératures différentes, sans se limiter à un genre particulier.
Fernando Iwasaki est, de son propre aveu, « un lecteur vorace, un rat de bibliothèque », penchant à l’origine de sa vocation d’écrivain.

## Œuvres

### Contes
- Tres noches de corbata, Ediciones Ave (Lima, 1987); El Fantasma de la Glorieta (Huelva, 1994)
- A Troya, Helena, Los Libros de Hermes (Bilbao, 1993)
- Inquisiciones peruanas, Padilla Libros (Sevilla, 1994); Peisa (Lima, 1996); Renacimiento (Sevilla, 1997); Páginas de Espuma (Madrid, 2007)
- Un milagro informal, Alfaguara (Madrid, 2003)
- Ajuar funerario, Páginas de Espuma (Madrid, 2004)
- Helarte de amar, Páginas de Espuma (Madrid, 2006)
- España, aparta de mí estos premios, Páginas de Espuma (Madrid, 2009)

### Romans
- Libro de mal amor, RBA (Barcelona, 2001); Alfaguara (Lima, 2006); Alfaguara (Quito, 2008); Cal y Arena (México, 2011)
- Neguijón, Alfaguara (Madrid, 2005)

### Essais
- Mario Vargas Llosa, entre la libertad y el infierno, Editorial Estelar (Barcelona, 1992)
- El Descubrimiento de España, Ediciones Nobel (Oviedo, 1996); Peisa (Lima, 2000); Punto de Lectura (Lima, 2008)
- Mi poncho es un kimono flamenco, Sarita Cartonera (Lima, 2005); Yerbamala Cartonera (La Paz, 2007)
- Republicanos. Cuando dejamos de ser realistas, Algaba Ediciones (Madrid, 2008)
- Arte de introducir, Renacimiento (Sevilla, 2011)
- Nabokovia Peruviana, La Isla de Siltolá (Sevilla, 2011) y Aquelarre Ediciones (Arequipa, 2011)

### Chroniques
- El sentimiento trágico de la Liga, Renacimiento (Sevilla, 1995)
- La caja de pan duro, Signatura (Sevilla, 2000)
- Sevilla, sin mapa, Paréntesis Editorial (Sevilla, 2010)

### Anthologies
- Macondo boca arriba. Antología de narrativa andaluza actual (1948-1978), UNAM (México, 2006)
- Les bonnes nouvelles de l'Amérique latine. Anthologie de la nouvelle latino-américaine contemporaine [coéditeur avec Gustavo Guerrero], Gallimard (Paris, 2010)

### Histoire
- Nación Peruana: entelequia o utopía, CRESE (Lima, 1988)
- El comercio ambulatorio en Lima [coauteur avec Enrique Ghersi et Iván Alonso], ILD (Lima, 1989)
- Extremo Oriente y Perú en el siglo XVI, Mapfre América (Madrid, 1992); Fondo Editorial PUCP (Lima, 2005)
- Jornadas contadas a Montilla [éditeur], Cajasur (Córdoba, 1996)
- Proceso Diocesano de San Francisco Solano, Bibliofilia Montillana (Montilla, 1999)